# 23 شعبان
- السبت
- الأحد
- الاثنين
- الثلاثاء
- الأربعاء
- الخميس
- الجمعة

- 2525 يناير 2025
- 2626 يناير 2025
- 2727 يناير 2025
- 2828 يناير 2025
- 2929 يناير 2025
- 3030 يناير 2025
- 131 يناير 2025
- 21 فبراير 2025
- 32 فبراير 2025
- 43 فبراير 2025
- 54 فبراير 2025
- 65 فبراير 2025
- 76 فبراير 2025
- 87 فبراير 2025
- 98 فبراير 2025
- 109 فبراير 2025
- 1110 فبراير 2025
- 1211 فبراير 2025
- 1312 فبراير 2025
- 1413 فبراير 2025
- 1514 فبراير 2025
- 1615 فبراير 2025
- 1716 فبراير 2025
- 1817 فبراير 2025
- 1918 فبراير 2025
- 2019 فبراير 2025
- 2120 فبراير 2025
- 2221 فبراير 2025
- 2322 فبراير 2025
- 2423 فبراير 2025
- 2524 فبراير 2025
- 2625 فبراير 2025
- 2726 فبراير 2025
- 2827 فبراير 2025
- 2928 فبراير 2025

23 شعبان أو 23 شعبان المُعَظّم أو يوم 23 \ 8 (اليوم الثالث والعشرون من الشهر الثامن) هو اليوم الثلاثون بعد المائتين (230) من أيَّام السنة (أو الحادي والثلاثون بعد المائتين لو كان شهر جمادى الآخرة مُتممًا لليوم الثلاثين أو الثاني والثلاثون بعد المائتين لو أتم كلاً من صفر وربيع الآخر وجمادى الآخرة ثلاثين يوماً) وفق التقويم الهجري القمري (العربي). يبقى بعده 124 أو 125 يومًا لانتهاء السنة.

## أحداث
- 13 هـ - نشوب معركة الجسر بين المسلمين بقيادة «أبي عبيد بن مسعود الثقفي»، والفرس بقيادة ذي الحاجب «بهمن بن جاذويه». وكانت معركة هائلة قتل فيها أبو عبيد، وتولى القيادة المُثَنَّى بن حارثة، ولم يوفق المسلمون في تحقيق النصر.
- 489 هـ - انطلاق حملة الفقراء التي سبقت الحملة الصليبية الأولى.
- 492 هـ - سقوط بيت المقدس في أيدي الصليبيين في حملتهم الأولى على المشرق الإسلامي، وقد دام حصارهم للمدينة أكثر من أربعين يومًا، سقطت بعدها. وحين دخلوا المدينة أقاموا بها المذابح، وقتلوا الرجال والنساء والأطفال من المسلمين والمسيحيين الأرثوذكس واليهود.
- 1324 هـ - الدعوة إلى إنشاء الجامعة الأهلية في مصر بناءً على اقتراح الزعيم الوطني مصطفى كامل الذي طلب توجيه المبلغ الذي جمع للاحتفال به بعد عودته من أوروبا لبعض القضايا الوطنية، ومنها إنشاء جامعة أهلية.
- 1339 هـ - السلطات الفرنسية تفرج عن المناضل التونسي عبد العزيز الثعالبي بعد سجن استمر عدة أشهر.
- 1365 هـ - منظمة الإرجون تقصف فندق الملك داود في مدينة القدس مما أدى إلى مقتل 91 شخصًا وإصابة 46 آخرين.
- 1388 هـ - انفجار عدد من القنابل في أماكن عامة ومختلفة بالكويت وذلك أثناء زيارة شاه إيران محمد رضا بهلوي لها.
- 1406 هـ - انتخاب سنيان حساني رئيسًا ليوغوسلافيا، وكان بذلك أول رئيس مسلم لها.
- 1409 هـ -
  - الدورة العشرين للمجلس الوطني الفلسطيني توافق بالإجماع على اختيار ياسر عرفات رئيسًا لدولة فلسطين.
  - الملك فهد بن عبد العزيز والرئيس محمد حسني مبارك يفتتحان في القاهرة «مركز فهد بن عبد العزيز لعلاج القصور الكلوي وجراحته».
- 1430 هـ - زعيم جماعة جند أنصار الله عبد اللطيف موسى يعلن من «مسجد ابن تيمية» في رفح قيام إمارة إسلامية في أكناف بيت المقدس.
- 1431 هـ - اشتباكات بين قوات الجيش اللبناني وقوات الجيش الإسرائيلي في بلدة العديسة الحدودية.
- 1437 هـ - محكمة الغرف الأفريقية الاستثنائية تقضي بسجن الحاكم العسكري السابق لتشاد حسين حبري مدى الحياة بعد إدانته بجرائم ضد الإنسانية.

## مواليد
- 1325 هـ - أنطون بطرس خريش، بطريرك الكنيسة المارونية.
- 1349 هـ - رشيد علامة، ممثل ومخرج لبناني.
- 1354 هـ - رشاد خليفة، مواطن أمريكي من أصل مصري إدعى النبوة وشكك بمصداقية القرآن.
- 1369 هـ - فاديا خطاب، ممثلة سورية.
- 1374 هـ - دودي الفايد، رجل أعمال مصري.
- 1386 هـ - ليلى الشايب، إعلامية تونسية.
- 1395 هـ - راضي الجعايدي، لاعب كرة قدم تونسي.
- 1401 هـ - وسيم عبد المجيد، ممثل سوري.
- 1409 هـ - أمل العوضي، مذيعة وممثلة كويتية.

## وفيات
- 304 هـ - الحسن بن علي الأطروش، عالم مسلم وإمام شيعي زيدي ومحي الدولة العلوية في طبرستان والديلم.
- 1315 هـ - جعفر الحلي، شاعر وعالم مسلم شيعي.
- 1353هـ - إبراهيم بن محمد هادي الزنجاني، فقيه شيعي، سياسي وشاعر إيراني.
- 1363 هـ - أحمد سكيرج، فقيه ومتصوف وشاعر مغربي.
- 1418 هـ - عمر عبد الله الجاوي، كاتب وأديب يمني.
- 1419 هـ – محمود شيت خطاب، مؤرخ عراقي إسلامي معاصر.
- 1422 هـ - حسين الصالح، ممثل ومخرج كويتي.
- 1424 هـ - علي عزت بيغوفيتش، أول رئيس لجمهورية البوسنة والهرسك.
- 1427 هـ - فؤاد المهندس، ممثل مصري.
- 1429 هـ - رندة الشهال، مخرجة سينمائية لبنانية.
- 1442 هـ - عز الدين المناصرة، شاعر وناقد ومفكر وأكاديمي فلسطيني.

## وصلات خارجية
- موقع قصة الإسلام: حدث في شهر شعبان.